# Apechthis picticornis
Apechthis picticornis är en stekelart som först beskrevs av Cresson 1870.  Apechthis picticornis ingår i släktet Apechthis och familjen brokparasitsteklar. Inga underarter finns listade i Catalogue of Life.